# 达尼埃尔·达加利耶
达尼埃尔·达加利耶（法語：Daniel Dagallier，1926年6月11日—），法国男子击剑运动员。他曾代表法国参加1952年和1956年夏季奥林匹克运动会击剑比赛，其中1956年奥运会获得一枚铜牌。